# Banco de la República de Florencia
El Edificio del Banco de la República de Florencia es una construcción de estilo historicista colonial y republicana ubicada en el centro histórico de Florencia, capital del departamento del Caquetá. Fue edificado entre 1945 y 1948 como sede de la agencia del Banco de la República, y actualmente funciona como centro cultural y biblioteca pública.

## Historia
La agencia del Banco de la República en Florencia inició operaciones el 2 de enero de 1933, como parte de la expansión de la entidad en regiones apartadas del país ya que Florencia quedaba muy apartada. Entre noviembre de 1945 y marzo de 1948 se construyó el actual edificio, frente a la entonces Plaza Pizarro (hoy Parque Santander), con un diseño que recuerda al estilo colonial pero con arquitectura republicana representada en los arcos,ventanas y adornos.
En 1984, la agencia fue elevada a categoría de sucursal, condición que mantuvo hasta el año 2000, cuando cerró su tesorería. El 19 de septiembre de 2002 se inauguró oficialmente el Área Cultural del Banco de la República en Florencia, coincidiendo con el centenario de la ciudad.

## Arquitectura
El edificio presenta dos plantas y una fachada simétrica, con arcos de medio punto en el primer nivel y ventanales rectangulares en el segundo. El uso de muros blancos y cubiertas de teja tradicional remite a la arquitectura colonial, pero con modificaciones republicanas como se puede ver en las molduras y formas de las entradas que son distintivas de la arquitectura republicana, mientras que su disposición perimetral y ubicación estratégica le confieren un papel destacado en el paisaje urbano del Parque Santander.

## Uso actual
Hoy en día, el edificio alberga la biblioteca pública del Banco de la República en Florencia, que cuenta con salas de lectura, sala infantil, sala de sistemas y sala audiovisual. También sirve como escenario para exposiciones de arte, talleres y actividades culturales que fortalecen la vida cultural y comunitaria de la ciudad.

## Importancia
Por su valor arquitectónico, histórico y cultural, el edificio es considerado unos de los referentes patrimoniales mas importantes del centro histórico de Florencia, junto a otras edificaciones como el Edificio Curiplaya, actual Palacio de la Cultura y las Artes de la Amazonía, la catedral y la casa valencia que mantiene viva la historia de florencia y el Caqueta.